# Estação Pie-IX
A Estação Pie-IX é uma das estações do Metrô de Montreal, situada em Montreal, entre a Estação Joliette e a Estação Viau. Faz parte da Linha Verde.
Foi inaugurada em 06 de junho de 1976. Localiza-se no Boulevard Pie-IX. Atende o distrito de Mercier–Hochelaga-Maisonneuve.